# بيني نيلسون
بيني نيلسون (بالإنجليزية: Benny Nelson)‏ هو لاعب كرة قدم أمريكية أمريكي، ولد في 1 أبريل 1941 في غادسدن في الولايات المتحدة.

## وصلات خارجية
- بيني نيلسون على موقع مرجع كرة القدم المحترفة.كوم (الإنجليزية)